# 恵隠
恵隠（えおん、生没年不詳）は、飛鳥時代の学僧。俗姓は志賀漢人（しがのあやひと）。

## 経歴
近江国（滋賀県）滋賀郡の漢人で、記録に現れるのは、推古天皇16年（608年）9月、隋使裴世清を送る遣隋使として小野妹子が再任されるが、倭漢福因・高向玄理・旻・南淵請安らとともに、これに同行し、大陸へ渡っていることである。31年に及ぶ長い滞在ののち、舒明天皇11年（639年）9月、新羅の送使に従ってのちに十師の一人になる恵雲とともに帰国し、入京する。翌年5月、盛大な斎会が開かれ、招請されて無量寿経を講義している。
大化の改新時の白雉3年（652年）にも内裏に招かれ、1,000人の沙門（僧侶）の前でふたたび無量寿経を説いている。質問者は十師の一人とされる恵資であった。論議は6日間つづいた、という。